# Les Auxons
Les Auxons è un comune francese di 2 558 abitanti situato nel dipartimento del Doubs nella regione della Borgogna-Franca Contea.
Les Auxons è stato istituito il 1º gennaio 2015, dalla fusione dei comuni di Auxon-Dessous e Auxon-Dessus.

## Storia

### Simboli
Il nuovo comune di Les Auxon ha adottato lo stemma di Auxon-Dessous.